# Gare de Kijkuit (Belgique)
Pour les articles homonymes, voir Gare de Kijkuit.
La gare de Kijkuit (en néerlandais station Kijkuit), est une gare ferroviaire belge de la ligne 12 d'Anvers-Central à la frontière néerlandaise (Roosendael), située à Kijkuit sur le territoire de la commune de Kalmthout, dans la province d'Anvers.
Elle est mise en service en 1933 par la Société nationale des chemins de fer belges (SNCB).
C'est une halte voyageurs de la SNCB desservie par des trains Suburbains (S32).

## Situation ferroviaire
Établie à environ 21 mètres d'altitude, la gare de Kijkuit est située au point kilométrique (PK) 22,7 de la ligne 12 d'Anvers-Central à la frontière néerlandaise (Roosendael), entre les gares d'Heide et de Kalmthout.

## Histoire
La station de Kijkuit est mise en service le 15 mai 1933 par la Société nationale des chemins de fer belges (SNCB). Elle dispose de la maison de garde barrière du passage à niveau de la rue Kirjkuit.
Lors des travaux pour l'électrification de la ligne mise en service le 2 juin 1957 les quais sont repris pour être adaptés aux nouveaux trains. Le bâtiment du garde barrière, utilisé à l'origine par la halte est détruit vers 1980.
En 2009, débutent d'importants travaux consistant à détruire les anciens quais, en reconstruire de nouveaux et également reprendre les voies pour permettre le passage de trains ne marquant pas l'arrêt, à une vitesse de 160 km/h, ce qui a nécessité une fermeture de la ligne le 30 octobre. Les finitions, et l'installation du mobilier et des abris sur les quais est achevé en avril 2010.

## Service des voyageurs

### Accueil
Halte SNCB, c'est un point d'arrêt non géré (PANG) à accès libre. Elle dispose d'un automate pour l'achat de titres de transport. Les quais sont équipés de plusieurs abris.
La traversée des voies s'effectue par le passage à niveau routier de la Kijkuitstraat.

### Desserte
Kijkuit est desservie par des trains Suburbains (S) de la SNCB circulant sur la ligne commerciale 12 (Anvers - Essen - frontière) (voir brochure SNCB).
En semaine, tout comme les week-ends et jours fériés, la desserte est constituée d'un train S32 entre Rosendael et Puurs (toutes les heures).

### Intermodalité
Un parc (gratuit) pour les vélos y est aménagé.

## Comptage voyageurs
Le graphique et le tableau montrent le nombre de passagers qui en moyenne embarquent durant la semaine, le samedi et le dimanche.
| Tabel: Nombre de voyageurs qui embarquent à la gare de Kijkuit | Tabel: Nombre de voyageurs qui embarquent à la gare de Kijkuit | Tabel: Nombre de voyageurs qui embarquent à la gare de Kijkuit | Tabel: Nombre de voyageurs qui embarquent à la gare de Kijkuit |
|                                                                | Semaine                                                        | Samedi                                                         | Dimanche                                                       |
| -------------------------------------------------------------- | -------------------------------------------------------------- | -------------------------------------------------------------- | -------------------------------------------------------------- |
| 1977                                                           | 190                                                            | 52                                                             | 53                                                             |
| 1978                                                           | 228                                                            | 52                                                             | 81                                                             |
| 1979                                                           | 194                                                            | 76                                                             | 98                                                             |
| 1980                                                           | 187                                                            | 75                                                             | 42                                                             |
| 1981                                                           | 230                                                            | 90                                                             | 75                                                             |
| 1982                                                           | 220                                                            | 87                                                             | 57                                                             |
| 1983                                                           | 215                                                            | 44                                                             | 33                                                             |
| 1984                                                           | 188                                                            | 64                                                             | 42                                                             |
| 1985                                                           | 172                                                            | 70                                                             | 71                                                             |
| 1986                                                           | 179                                                            | 79                                                             | 59                                                             |
| 1987                                                           | 204                                                            | 52                                                             | 44                                                             |
| 1988                                                           | 165                                                            | 37                                                             | 59                                                             |
| 1989                                                           | 185                                                            | 71                                                             | 73                                                             |
| 1990                                                           | 208                                                            | 67                                                             | 58                                                             |
| 1991                                                           | 214                                                            | 58                                                             | 73                                                             |
| 1992                                                           | 268                                                            | 87                                                             | 62                                                             |
| 1993                                                           | 197                                                            | 95                                                             | 86                                                             |
| 1994                                                           | 259                                                            | 88                                                             | 87                                                             |
| 1995                                                           | 243                                                            | 90                                                             | 74                                                             |
| 1996                                                           | 233                                                            | 101                                                            | 86                                                             |
| 1997                                                           | 266                                                            | 94                                                             | 112                                                            |
| 1998                                                           | 143                                                            | 73                                                             | 68                                                             |
| 1999                                                           | 125                                                            | 72                                                             | 64                                                             |
| 2000                                                           | 150                                                            | 67                                                             | 95                                                             |
| 2001                                                           | 129                                                            | 54                                                             | 48                                                             |
| 2002                                                           | 139                                                            | 54                                                             | 80                                                             |
| 2003                                                           | 128                                                            | 60                                                             | 67                                                             |
| 2004                                                           | 132                                                            | 54                                                             | 66                                                             |
| 2005                                                           | 124                                                            | 97                                                             | 64                                                             |
| 2006                                                           | 111                                                            | 76                                                             | 70                                                             |
| 2007                                                           | 137                                                            | 104                                                            | 62                                                             |
| 2008                                                           | -                                                              | -                                                              | -                                                              |
| 2009                                                           | 136                                                            | 54                                                             | 40                                                             |
| 2010                                                           | -                                                              | -                                                              | -                                                              |
| 2011                                                           | -                                                              | -                                                              | -                                                              |
| 2012                                                           | 159                                                            | 115                                                            | 57                                                             |
| 2013                                                           | 138                                                            | 100                                                            | 48                                                             |
| 2014                                                           | 139                                                            | 66                                                             | 44                                                             |
| 2015                                                           | 140                                                            | 70                                                             | 53                                                             |
| 2016                                                           | 163                                                            | 42                                                             | 37                                                             |
| 2017                                                           | 161                                                            | 70                                                             | 64                                                             |
| 2018                                                           | 173                                                            | 110                                                            | 68                                                             |
| 2019                                                           | 207                                                            | 88                                                             | 78                                                             |
| 2020                                                           | 151                                                            | 63                                                             | 52                                                             |
| 2021                                                           | -                                                              | -                                                              | -                                                              |
| 2022                                                           | 155                                                            | 27                                                             | 18                                                             |
| 2023                                                           | 163                                                            | 58                                                             | 49                                                             |
| 2024                                                           | 242                                                            | 102                                                            | 88                                                             |